# Gelbe Alpen-Kuhschelle
Die Gelbe Alpen-Kuhschelle oder -Küchenschelle (Pulsatilla alpina subsp. apiifolia), auch Schwefel-Anemone, ist eine in den Alpen heimische Unterart der Alpen-Kuhschelle.

## Beschreibung

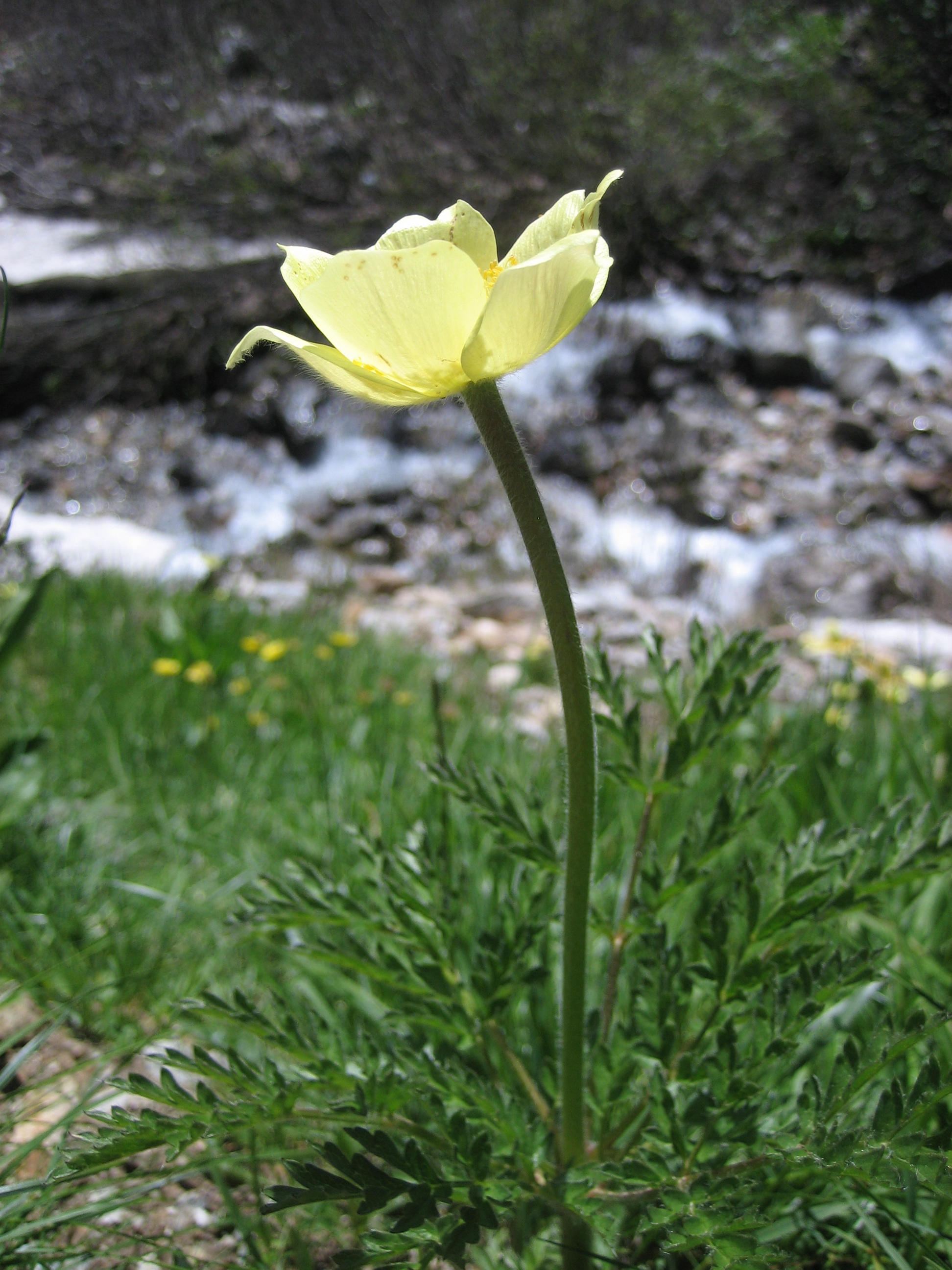
Seitenansicht

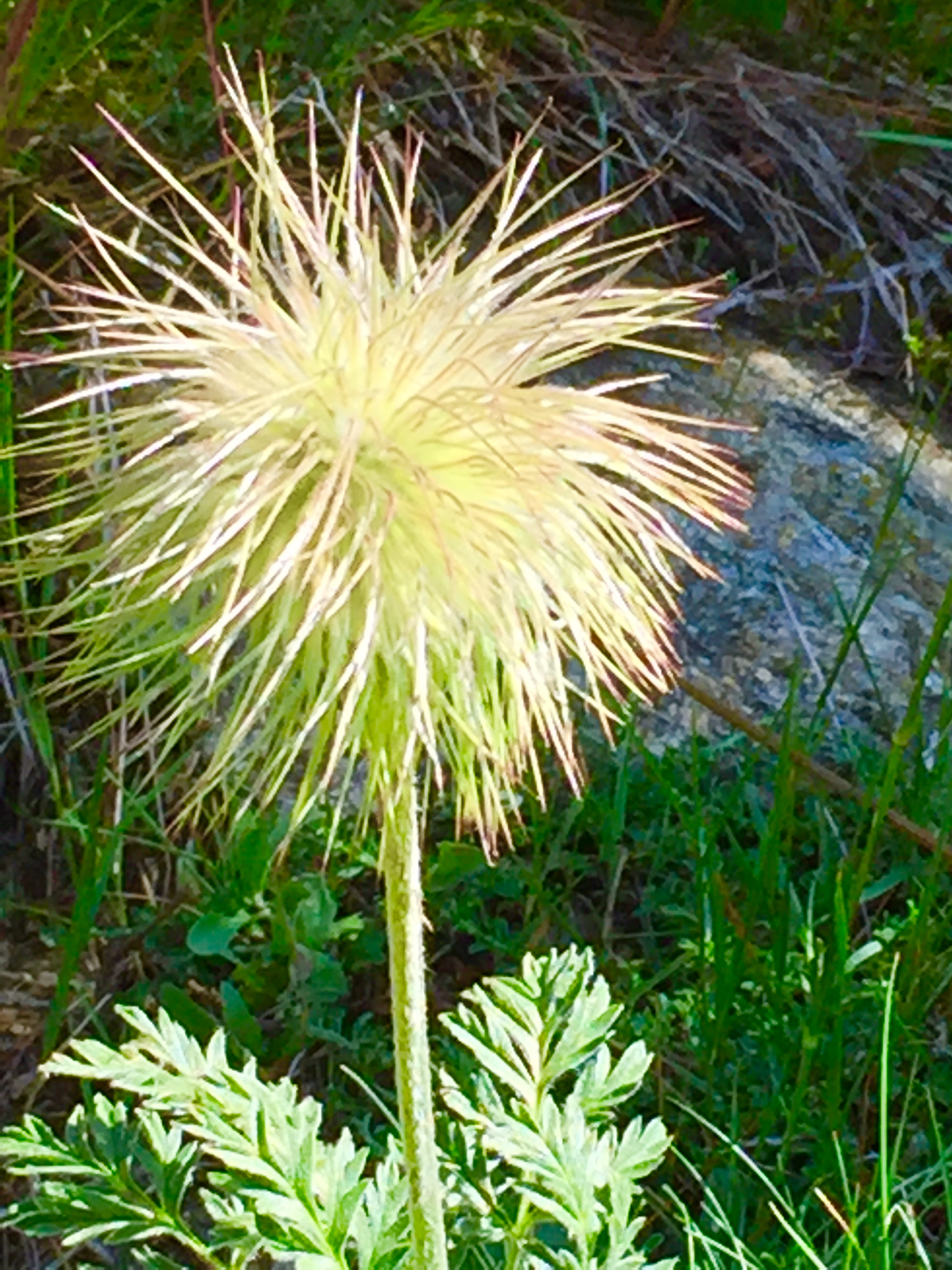
Fruchtstand

### Vegetative Merkmale
Die Gelbe Alpen-Kuhschelle ist eine ausdauernde krautige Pflanze. In blühendem Zustand erreicht die Pflanze eine Wuchshöhe von 20 bis 45 Zentimetern, fruchtend 40 bis 50, selten bis zu 70 Zentimetern. Unterirdische Ausläufer fehlen. Die Pflanze überwintert mit Rhizomen, je Rhizomkopf bildet sie ein grundständiges Laubblatt. Die Grundblätter sind zur Blütezeit kaum entwickelt, jedoch im Anschluss daran gestielt und dreiteilig mit ebenfalls gestielten und dreiteiligen Teilblättern sowie fiederteiligen Abschnitten mit zugespitzten Zipfeln. Im oberen Bereich des Stängels sind drei hochblattartige, den Grundblättern ähnliche Stängelblätter vorhanden.

### Generative Merkmale
Die endständigen, radiärsymmetrischen, zwittrigen Blüten haben einen Durchmesser von bis zu 6 Zentimetern. Im Gegensatz zu den anderen Unterarten ist das meist mit sechs Perigonblättern ausgestattete Perigon innen und außen schwefelgelb. Die Blüten sind außen oft bläulich oder violett überlaufen sowie behaart. Blütezeit ist von Mai bis August.

## Vorkommen
Die Gelbe Alpen-Kuhschelle kommt zerstreut bis selten in den Zentral- und Südalpen vor. Das Hauptverbreitungsgebiet ist Allgäu, Schweiz, Dolomiten und Slowenien. Des Weiteren ist das Taxon in den Pyrenäen verbreitet. Sie wächst in der obermontanen bis subalpinen Höhenstufe in kalkarmen, bodensauren Magerrasen, besonders in Krummseggen- und Bürstlingsrasen.

## Systematik
Diese Unterart wurde auch als eigene Art Pulsatilla sulphurea, oder auch Anemone sulphurea geführt. Synonyme auf Unterartebene sind Anemone alpina subsp. apiifolia (Scop.) Nyman und Pulsatilla alpina subsp. sulphurea.